# Le Rendez-vous de l'été
Pour plus de détails, voir Fiche technique et Distribution.
Le Rendez-vous de l'été est une comédie dramatique française réalisée par Valentine Cadic et sortie en 2025,.

## Synopsis
Une jeune Normande se rend aux jeux olympiques d'été de 2024 dans le but de voir une compétition de natation avec Béryl Gastaldello.

## Fiche technique
Sauf indication contraire, les informations mentionnées dans cette section peuvent être confirmées par les bases de données cinématographiques IMDb et Allociné,  présentes dans la section « Liens externes ».
- Titre original : Le Rendez-vous de l'été
- Réalisation : Valentine Cadic
- Scénario : Valentine Cadic et Mariette Désert
- Musique : Arthur Bellot
- Décors : Sarah Jane Morelli
- Costumes : Lucille Betrancourt
- Photographie : Naomi Amarger
- Son : Olivier Goinard et Dimitri Kharitonnoff
- Montage : Lisa Raymond
- Production : Arnaud Bruttin, Masa Sawada et Antoine Jouve
- Société de production : Cinq de Trèfle et Comme des Cinémas
- Société de distribution : New Story
- Pays de production :  France
- Langue originale : français, anglais et grec
- Format : Comédie romantique
- Durée : 77 minutes
- Dates de sortie :
  - Allemagne : 15 février 2025 (Berlin)
  - France : 11 juin 2025

## Distribution
- Blandine Madec : Blandine
- India Hair : Julie, demi-soeur de Blandine
- Matthias Jacquin : Paul, l'ex de Julie
- Lou Deleuze : Alma, nièce de Blandine
- Arcadi Radeff : Benjamin, l'agent de sécurité de la piscine
- Béryl Gastaldello : elle-même
- Pierre Cévaër : Isidore
- Lorette Nyssen : agente de sécurité
- Aurélia Petit : la femme au bébé

## Production
Le film a été en partie tourné durant les Jeux Olympiques de Paris, en profitant du décor de cette manifestation sportive, et de ses annexes, tels le Club France de La Villette. Le scénario a de ce fait dû être remanié à chaud pour tenir compte de l'annulation d'une des compétitions prévues dans la Seine.